# José Julián Acosta

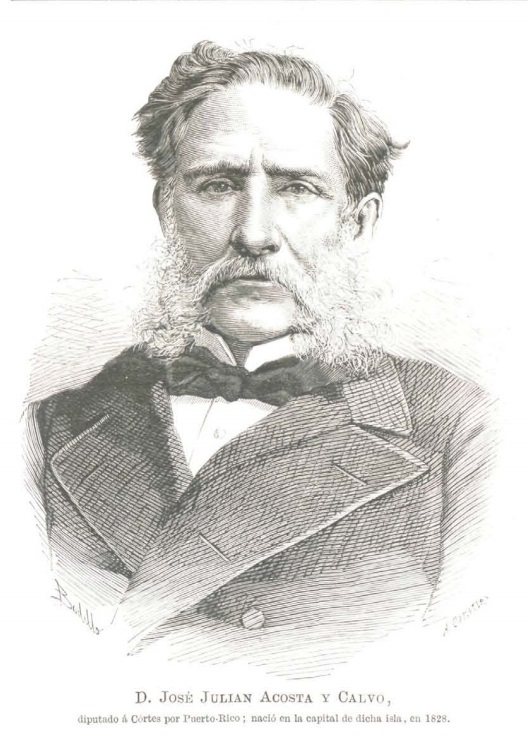
José Julián Acosta, 1880

José Julián Acosta (* 6. Februar 1825 in San Juan, Puerto Rico; † 26. August 1891 in San Juan, Puerto Rico) war ein puerto-ricanischer Journalist und wichtiger Vertreter des Abolitionismus in Puerto Rico.

## Leben
Acosta war einer der besten Schüler von Rafael Cordero und der Einfluss seines Lehrers prägte sein weiteres Leben. Später war er ein Protegé von Pater Rufo Manuel Fernández, der ihn nach Madrid schickte, um Physik und Mathematik zu studieren. Nach seinem Abschluss 1851 erweiterte er seine Bildung in Paris, London und Berlin. In Deutschland war er ein Student von Alexander von Humboldt.
Bei seiner Rückkehr nach Puerto Rico übernahm er eine Professur für Botanik und Maritim-Wissenschaften und wurde Direktor des Civil Institute of Secondary Education. Er gab die Zeitung El Progreso (Der Fortschritt) heraus und arbeitete mit vielen anderen liberal orientierten Zeitungen zusammen.
1867 gehörte er mit Segundo Ruiz Belvis und Francisco Mariano Quiñones einer puerto-ricanischen Kommission an, die am Overseas Information Committee in Madrid teilnahm. Dort präsentierte Acosta stellte er seine Argumente für die Abschaffung der Sklaverei vor. Im gleichen Jahr wurde er während seines Aufenthalts in die Royal Spanish Academy of History aufgenommen, nachdem er Fray Iñigo Abbad y Lasierras Historia geografica, civil y natural de la isla de San Juan Bautista de Puerto Rico herausgegeben hatte.
Nach seiner Rückkehr auf die Insel wurde Acosta wie viele andere liberale Puerto Ricaner vom spanischen Gouverneur schwer misshandelt. Infolge des Aufstands Grito de Lares verdächtigte man ihn als Verschwörer und General Pavia sperrte ihn in das Verlies des Forts San Felipe del Morro, obwohl er an der gescheiterten Revolte gar nicht beteiligt gewesen war. Später veröffentlichte er das Pamphlet Horas de Prisión (Stunden der Gefangenschaft), in dem er seine Erfahrungen im Gefängnis beschrieb.
1871 wurde er zum Vertreter am spanischen Gericht gewählt und 1873 wurde er Präsident der liberalen Reformpartei, die er jedoch ein Jahr später wieder verließ, weil er sich der Autonomist Party von Román Baldorioty de Castro anschloss. Am 22. März 1873 feierte er mit den anderen Abolitionisten die Abschaffung der Sklaverei in Puerto Rico.
Nach seinem Tod 1891 wurde er auf dem Santa Maria Magdalena de Pazzis Cemetery in Old San Juan bestattet.
| Personendaten    | Personendaten                                  |
| ---------------- | ---------------------------------------------- |
| NAME             | Acosta, José Julián                            |
| KURZBESCHREIBUNG | puerto-ricanischer Journalist und Abolitionist |
| GEBURTSDATUM     | 6. Februar 1825                                |
| GEBURTSORT       | San Juan, Puerto Rico                          |
| STERBEDATUM      | 26. August 1891                                |
| STERBEORT        | San Juan, Puerto Rico                          |